# Duron
Duron（デュロン）は、アドバンスト・マイクロ・デバイセズが2000年6月19日に発表した、x86アーキテクチャのマイクロプロセッサである。

## 概要
Duronは同社のAthlonに対しての廉価版で、低価格帯パーソナルコンピュータ (PC) への採用目的にインテル社のCeleronの対抗製品という位置付けで発売された。DuronはAthlonよりも性能が抑えられたCPUであるものの商品価格の設定は競合するCeleronより費用対効果が優れたものになるようにされており、Athlon相当程度の性能を必要としない主に企業事務向け及び一部の個人向けの各低価格系PCに採用され、費用対効果を重視する一般消費者にも支持された。
Athlonとの差別化を図り製造原価を抑える為にL2キャッシュ容量を64KBに削減されている。64KBはL1キャッシュの128KBの半分量で、通常のキャッシュ構成ではL2キャッシュの内容が全てL1キャッシュに収まってしまう為にL2キャッシュが意味を成さない。そこでエクスクルーシブキャッシュ機能によってL1とL2キャッシュ内容が重複しないようになっており、実質容量L1とL2を総和した192KB相当の大きなものとなっている。その一方で命令セットはAthlonと同じく拡張命令セット「Enhanced 3DNow!」と「3DNow! Professional」も完全に対応しており、Athlonで使えるソフトウェアは性能はともかく全て利用できる。DuronのハードウェアインターフェースはThunderbirdコア以降のAthlon、Athlon XPと同じSocket A (Socket 462) で、Athlon用のSocket Aを実装したマザーボードに装着することができる。このようにAthlonとDuronの差別化が同時期の競合するintel製品と比べて単純なため、intel製品にはCeleron専用マザーボードが存在するのに対して、Duron専用マザーボードは存在しない（後継のSempronも同様）。高度な性能を除きAthlonに引けをとることが無く、極端に高い演算性能を求めるような特殊用途を除いて満足できる性能を持っていた。

## デスクトップ向けラインナップ
Spitfire
2000年6月、ThunderbirdコアのAthlonをベースとした"Spitfire"コアを採用した第一世代のDuronが発表される。その名前は同名の戦闘機に由来する。
- 製造プロセス: 180nm
- 対応ソケット: Socket A

| CPU                   | CPU            | CPU               | TDP (W) | FSB (MHz) |
| コア数 （スレッド数） | クロック (GHz) | L2キャッシュ (MB) | TDP (W) | FSB (MHz) |
| --------------------- | -------------- | ----------------- | ------- | --------- |
| 1 (1)                 | 0.95           | 0.0625            | 41.5    | 200       |
| 1 (1)                 | 0.9            | 0.0625            | 39.5    | 200       |
| 1 (1)                 | 0.85           | 0.0625            | 37.4    | 200       |
| 1 (1)                 | 0.8            | 0.0625            | 35.4    | 200       |
| 1 (1)                 | 0.75           | 0.0625            | 33.4    | 200       |
| 1 (1)                 | 0.7            | 0.0625            | 31.4    | 200       |
| 1 (1)                 | 0.65           | 0.0625            | 29.4    | 200       |
| 1 (1)                 | 0.6            | 0.0625            | 27.4    | 200       |

Camaro
Spitfireにより性能を高める改良を加えた製品として開発されていた。しかし自動車メーカーから商標権の侵害のクレームにより、Morganに改称され計画は続行された。AMDはドイツのドレスデン州に新工場を竣工したが、地域感情に配慮しそれまでのSpitfireなどの第2次世界大戦の連合国軍側の戦闘機の名称を使うのをやめ、自動車の名称を使用することにしたものである。
Morgan
2001年8月、"Morgan"コアを採用した第二世代のDuronが発表される。PalominoコアのAthlonを基本設計としてL2キャッシュそのものを削減した製品である。しかし初期の製品はAthlon 4のPalominoコアを流用しL2キャッシュを細工して減らしてあるとDuronブランドの発表会で述べている。この世代から3DNow! Professionalに対応している。名前の由来は自動車ではなく馬の品種である。しばしば戦闘機および自動車の名前の由来となった馬の品種を用いることで、商標権の問題を避けやすくなる。
- 製造プロセス: 180nm
- 対応ソケット: Socket A

| CPU                   | CPU            | CPU               | TDP (W) | FSB (MHz) |
| コア数 （スレッド数） | クロック (GHz) | L2キャッシュ (MB) | TDP (W) | FSB (MHz) |
| --------------------- | -------------- | ----------------- | ------- | --------- |
| 1 (1)                 | 1.3            | 0.0625            | 60      | 200       |
| 1 (1)                 | 1.2            | 0.0625            | 54.7    | 200       |
| 1 (1)                 | 1.1            | 0.0625            | 50.3    | 200       |
| 1 (1)                 | 1.0            | 0.0625            | 46.1    | 200       |
| 1 (1)                 | 0.95           | 0.0625            | 44.4    | 200       |
| 1 (1)                 | 0.9            | 0.0625            | 42.7    | 200       |

Appaloosa
Palominoのプロセスルールを0.13μm化したThoroughbredコアのAthlonをベースとした第三世代のDuronの発売がアナウンスされた。しかし2002年1月以来Morganコアの新製品も発売されず、AMDのCPUロードマップではDuronブランド自体がフェードアウトと記述されてしまっていた。Duronの上位CPUであるAthlon XP自身がローエンドまでカバーしてしまっている当時の市場状況から、Duronに入り込む余地が市場には無く計画中止になった。このAppaloosaも馬の品種に由来する。
Applebred

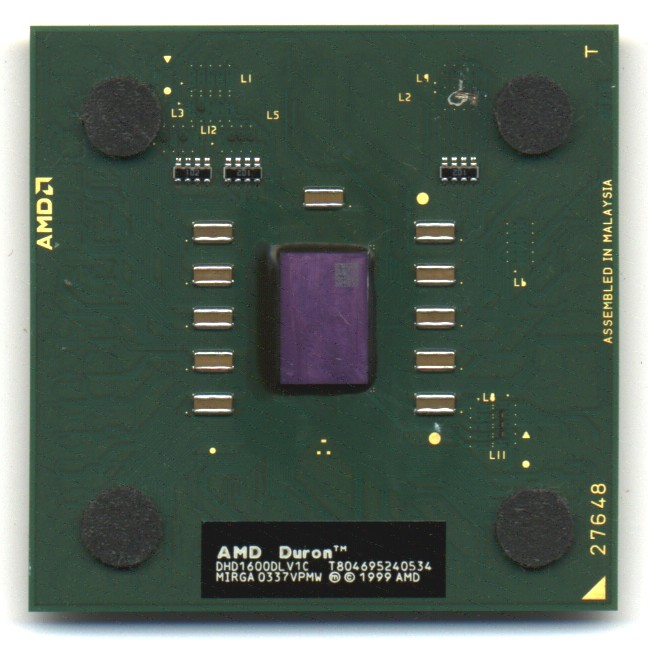
"Applebred" Duron, "A"-model

2003年8月頃、再びApplebredコアの発売がアナウンスされ、再び新製品の発表が行われた。Applebredは、Appaloosaと違いDuron専用ではないものの、性能・機能ともにAppaloosaと仕様的には同等のものである。販売不振の不良在庫となっていたThoroughbredコアを、Athlon XPの在庫整理としてL2キャッシュの一部を動作しないようAppaloosa相当に加工し、発展途上国向けに特別価格で出荷された製品である。その為に日本国内では、大手メーカー製のPCは採用されず、部品として並行輸入品が僅かに出回るに留まった。Applebredの名称は、BartonからThoroughbred相当を製造したThortonの例からAppaloosaとThoroughbredからの造語と考えられている。一部ではApplebredをもじって「apple bread」の和訳である「りんごパン」の愛称で呼ばれた。なお、「L2キャッシュの一部を動作しないようAppaloosa相当に加工」という素性を利用し、CPU上の切断されている部分を鉛筆やコンダクタペンを用いて通電させ、（Duronより高額で高性能の）Athlon XP（Thoroughbred）として認識・動作させる加工が流行した。Athlon XP（Thoroughbred）、特に1.46GHz (1700+)は日本では「苺皿」と呼ばれて愛好されたため、苺皿が入手できなかった場合にDuronを鉛筆加工して代用とする場合があった。後期の倍率固定の出荷品にはこの加工が無効のものがあった。
- 製造プロセス: 130nm
- 対応ソケット: Socket A

| CPU                   | CPU            | CPU               | TDP (W) | FSB (MHz) |
| コア数 （スレッド数） | クロック (GHz) | L2キャッシュ (MB) | TDP (W) | FSB (MHz) |
| --------------------- | -------------- | ----------------- | ------- | --------- |
| 1 (1)                 | 1.8            | 0.0625            | 57      | 266       |
| 1 (1)                 | 1.6            | 0.0625            | 57      | 266       |
| 1 (1)                 | 1.4            | 0.0625            | 57      | 266       |

## モバイル向けラインナップ
ノートPC用向けとして、モバイルAthlon 4やモバイルAthlon XPと同様に電源管理技術の"Power Now!"を採用し、低電圧化、低消費電力化を実現したDuron。SpitfireコアとMorganコアの製品が出荷された。
Spitfire
- 製造プロセス: 180nm
- 対応ソケット: Socket A

| CPU                   | CPU            | CPU               | TDP (W) | FSB (MHz) |
| コア数 （スレッド数） | クロック (GHz) | L2キャッシュ (MB) | TDP (W) | FSB (MHz) |
| --------------------- | -------------- | ----------------- | ------- | --------- |
| 1 (1)                 | 0.7            | 0.0625            | 20      | 200       |
| 1 (1)                 | 0.6            | 0.0625            | 20      | 200       |

Morgan
- 製造プロセス: 180nm
- 対応ソケット: Socket A

| CPU                   | CPU            | CPU               | TDP (W) | FSB (MHz) |
| コア数 （スレッド数） | クロック (GHz) | L2キャッシュ (MB) | TDP (W) | FSB (MHz) |
| --------------------- | -------------- | ----------------- | ------- | --------- |
| 1 (1)                 | 1.3            | 0.0625            | 25      | 200       |
| 1 (1)                 | 1.2            | 0.0625            | 25      | 200       |
| 1 (1)                 | 1.1            | 0.0625            | 25      | 200       |
| 1 (1)                 | 1.0            | 0.0625            | 25      | 200       |
| 1 (1)                 | 0.95           | 0.0625            | 25      | 200       |
| 1 (1)                 | 0.9            | 0.0625            | 25      | 200       |
| 1 (1)                 | 0.85           | 0.0625            | 25      | 200       |
| 1 (1)                 | 0.8            | 0.0625            | 25      | 200       |

## 後継
後継ブランドとしてSempronが発売されたことで、Duronブランドは幕を閉じた。Athlon XPとも違うCeleronに見劣りの無いモデルナンバーを新たに採用する為に、連続性を断ち切ることが目的だったと言われている。